# Karl von Horn (homme politique, 1807)
Pour les articles homonymes, voir Horn.
Ne doit pas être confondu avec Karl von Horn (homme politique, 1833).
Karl Wilhelm Georg Heinrich Horn, depuis 1865 von Horn, (né le 26 octobre 1807 à Berlin et mort le 18 mai 1889 dans la même ville) est un avocat administratif prussien. Il est haut président de la province de Posnanie et de la province de Prusse-Orientale.

## Origine
Ses parents sont Anton Ludwig Ernst Horn (de) (1774-1848) et sa seconde épouse Dorothea née Martens (1786-1853). Son père est directeur de la Charité, véritable conseiller médical secret et membre de la députation scientifique.

## Biographie
Karl von Horn étudie au lycée berlinois du monastère franciscain. Après avoir obtenu son diplôme d'études secondaires, il étudie le droit et l'économie à la nouvelle université de Berlin et à l'université de Heidelberg. Il s'intéresse également à la chimie et à la physique. Après avoir obtenu son doctorat, il rejoint le service judiciaire prussien en mai 1829 comme ausculateur au tribunal municipal de Berlin (de). À partir de 1835, il est évaluateur à la Cour supérieure et, à partir de mars 1840, évaluateur du gouvernement. En septembre 1840, il est nommé conseiller du gouvernement et conseiller juridique à la préfecture de police de Berlin. En 1843, il rejoint le ministère prussien de l'Intérieur en tant qu'ouvrier. En 1844, il est nommé conseiller fiscal privé au Trésor. Sautant un grade, il est promu Ministerialdirektor en avril 1849. À partir de 1853, Horn est membre du Conseil d'État prussien. Jusqu'en 1863, il est également membre de la Cour de justice pour trancher les conflits de compétence. En 1854, Horn reçoit le titre de Wirklicher Geheimer Oberfinanzrat. Lorsque Otto von Bismarck devient ministre-président et Carl von Bodelschwingh ministre des Finances, Horn est évincé du ministère à la fin de 1862. Lassé du service ministériel et opposé à l'attitude "réactionnaire" de v. Bodelschwingh, Horn n'est que trop heureux d'accepter le transfert à la haute présidence de la province de Posnanie. Nommé haut président en décembre 1862, il prend ses fonctions au début de 1863. Ami des Polonais, il y passe six années heureuses. En même temps, il occupe le poste de président du district de Posen. En 1865, il est anobli par Guillaume Ier et appartient ainsi à la famille von Horn (de). En 1868, il est nommé conseiller privé réel avec le titre d'excellence. À partir de 1869, il est haut président supérieur de la province de Prusse (à partir de 1878, la province de Prusse-Orientale) et président du district de Königsberg. En 1873, à son époque, l'enseignement en allemand est introduit dans toutes les écoles élémentaires de la province. À l'occasion de son 50e anniversaire de service en mai 1879, les fonctionnaires de Prusse-Orientale lui remettent la colonne d'argent (de). Sous la pression de Bismarck, il est mis à la retraite en 1882.

## Famille
Le 17 mai 1846, Horn se marie avec Dorothea (Doris) Martens (1828-1889) à Berlin. Le couple a plusieurs enfants :
- Georg Ludwig Karl Eduard Eugen (1847–1870), tué à Dannemois
- Katharina Doris Hedwig Elisabeth Rudolfine (1850–1931) mariée en 1871 avec Leo von Beczwarzowsky (de) (1835–1901), lieutenant général prussien
- Ernst Friedrich Julius Reinhold Alexander (1853-1904), magistrat prussien
- Dorothea Hedwig Eugénie Rudolfine (1854–1905) mariée en 1879 avec August von Mackensen (1849–1945), maréchal prussien
- Friedrich Wilhelm Karl Henrich Eugen (1856–1923) marié en 1890 avec Nellie-Gard Maynard (1868–1913)
- Franz Eugen Karl Wilhelm Johann (1857–1931), Major marié en 1885 avec Anna Elise Martha Höpner (née en 1864)

Horn est l'oncle de Karl von Horn (1833–1911), le président homonyme du district de Marienwerder, et un demi-frère de son père Wilhelm Horn (de).

## Honneurs
- Grand-croix de l'Ordre de l'Aigle rouge